# Sosnowka (Kaliningrad, Bagrationowsk, Puschkino)
Sosnowka (Сосновка, deutsch Groß Labehnen und Klein Labehnen) war ein Ort in der russischen Oblast Kaliningrad (Gebiet Königsberg (Preußen)). Unter einem Namen waren die beiden ehemals ostpreußischen Ortschaften Groß- und Klein Labehnen vereint. Die Ortsstelle Sosnowkas gehört zum Munizipalkreis Rajon Bagrationowsk (Stadtkreis Preßisch Eylau).

## Geographische Lage
Die Ortsstelle von Sosnowka liegt im südlichen Westen der Oblast Kaliningrad, 19 Kilometer nordwestlich der einstigen Kreis- und heutigen Rajonshauptstadt Bagrationowsk (deutsch Preußisch Eylau).

## Geschichte

### Groß Labehnen
Das Gründungsjahr des Gutsorts Labayn ist das Jahr 1394. Nach 1414 nannte man den kleinen Ort Lebayn, um 1540 Gräflich Labehnen, und nach 1750 bis 1947 Groß Labehnen. Als 1874 der Amtsbezirk Moritten (russisch Oktjabrskoje) im ostpreußischen Kreis Preußisch Eylau gebildet wurde, wurde der Gutsbezirk Groß Labehnen eingegliedert. 105 Einwohner zählte Groß Labehnen im Jahre 1910.
Am 30. September 1928 gab Groß Labehnen seine Eigenständigkeit auf und schloss sich mit den Nachbarorten Barslack (russisch Woinowo), Schmerkstein (Wolschskoje) und Döbnicken (Woinowo) zur neuen Landgemeinde Döbnicken zusammen.
1945 kam Groß Labehnen in Kriegsfolge mit dem gesamten nördliche Ostpreußen zur  Sowjetunion.

### Klein Labehnen
Um das Jahr 1750 wurde Klein Labehnen in Form eines kleinen Hofes gegründet. Nur wenige hundert Meter  entfernt war Klein Labehnen von Anfang an ein Wohnplatz des Gutsbezirks Groß Labehnen, bis beide im Jahre 1928 der Landgemeinde Döbnicken (Woinowo) zugeordnet wurden. Seit 1945 ist diese der Sowjetunion zugehörig.

### Sosnowka
Bis 1947 behielten Groß und Klein Labehnen ihre deutsche Namensform. Erst dann wurden sie zusammen in „Sosnowka“ umbenannt  und gleichzeitig dem Perwomaiski selski Sowet (Dorfsowjet Kavern) zugeordnet. Doch bereits Anfang der 1950er Jahre wurde Sosnowka in den Puschkinski selski Sowej (Dorfsowjet Posmahlen) umgegliedert. Wurde die Siedlung Sosnowka anfangs noch besiedelt, so sind Neubewohner aber nicht lange geblieben. Schon weit vor 1975 war der Ort verlassen und galt als untergegangen. 
Die Ortsstelle liegt heute im Munizipalkreis Rajon Bagrationowsk (Stadtkreis Preußisch Eylau) in der Oblast Kaliningrad (Gebiet Königsberg (Preußen)) der Russischen Föderation.

## Religion
Bis 1945 waren Groß und Klein Labehnen in die evangelische Kirche Kreuzburg (Ostpreußen) (russisch Slawskoje) in der Kirchenprovinz Ostpreußen der Kirche der Altpreußischen Union, außerdem in die römisch-katholische Kirche Preußisch Eylau im damaligen Bistum Ermland eingepfarrt.

## Verkehr
Die nur noch bedingt wahrnehmbare Ortsstelle Sosnowkas ist über Landwegverbindungen von Pobereschje (Schnakeinen) aus zu erreichen. 